# لسان الثور رقيق الأوراق
لسان الثور رقيق الأوراق (باللاتينية: Anchusa leptophylla) نوع نباتي يتبع جنس لسان الثور من الفصيلة الحِمحِمية.

## البيئة والانتشار
موطنه تركيا والقوقاز وشرق أوروبا.